# بيكو بوتووامونغو
بيكو بوتووامونغو (بالألمانية: Biko Botowamungu)‏ (مواليد 22 يناير 1957) هو ملاكم نمساوي، مثّل بلاده في الألعاب الأولمبية الصيفية 1988.

## روابط خارجية
بيكو بوتووامونغو على موقع بوكس ريك (الإنجليزية) (registration required)
- بيكو بوتووامونغو على موقع أوليمبيديا (الإنجليزية)